# Mauro Francaviglia
Mauro Francaviglia (Turim, 22 de junho de 1953 – Rende, 24 de junho de 2013) foi um matemático italiano.

## Formação e carreira
Formou-se em matemática na Universidade de Turim em 1975, onde foi depois professor titular. Ocupou este cargo desde 1980, quando tinha 27 anos de idade. Além de suas muitas contribuições à pesquisa, também realizou uma intensa atividade organizacional e de coordenação, intensa e extensa, no que diz respeito ao ensino e à pesquisa nos campos da geometria, mecânica e física matemática. Essa atividade ocorreu na renomada escola de física matemática de Turim, reunida no Instituto de Física Matemática Joseph-Louis Lagrange (no Instituto de Matemática da Universidade de Turim), congregando numerosos ilustres acadêmicos e pesquisadores nesta disciplina, entre os quais Cataldo Agostinelli, Bruno Barberis, Sergio Benenti, Manuelita Bonadies, Paolo Cermelli, Lorenzo Fatibene, Marco Ferraris, Dionigi Galletto, Letterio Gatto, Marco Godina, Guido Magnano, Marcella Palese, Franco Pastrone, Giovanni Rastelli, Alessandro Spallicci, Maria Luisa Tonon e Ekkehart Winterroth. Uma coleção de contribuições científicas de parte de seus colaboradores foi publicada pelo International Journal of Geometric Methods in Modern Physics (2016, vol. 13, n. 8).
Seus interesses científicos cobriram uma ampla gama de tópicos, incluindo a aplicação da geometria diferencial em física matemática, mecânica clássica, relatividade geral e teorias de campo, cálculo de variações, simetrias e leis de conservação, quantização e termodinâmica. Mais de 300 palestras realizadas em várias instituições na Itália e no exterior. Dirigiu vários projetos de pesquisa nacionais e internacionais.
Francaviglia foi autor de mais de 250 artigos, três monografias, 11 entradas longas em enciclopédias, editor de 19 volumes de congressos e diretor de dois cursos do CIME. Organizou 20 conferências nacionais e internacionais, entre as quais várias conferências nacionais em Relatividade Geral e a Conferência Mundial GR14 em Florença (1995).
Foi membro do Conselho Científico da CNR-GNFM (1980-1996). Co-fundador (1984) e editor-chefe do Journal of Geometry and Physics. Membro vitalício da Sociedade GRG, fundador (1990) e presidente (1992–1996 e 2008–2012) da Sociedade Italiana de Relatividade e Gravitação Geral (SIGRAV), também atuou como membro do conselho da International Society on General Relativity and Gravitation (ISGRG) por nove anos (1986-1995).
Francaviglia foi editor associado do Journal of General Relativity and Gravitation desde 1999 e editor-chefe do International Journal of Geometrical Methods in Modern Physics .

## Obras
- Elements of Differential and Riemannian Geometry, Monographs and Textbooks in Physical Sciences, Lecture Notes 4 (Proceedings Summer School on "Geometrical Methods in Theoretical Physics", Ferrara 1987), Bibliopolis, Napoli, (1988).
- Relativistic Theories (The Variational Formulation), XIII Scuola Estiva di Fisica Matematica, Ravello 1988, Quaderni del CNR, Gruppo Nazionale di Fisica Matematica, (1991).
- (com L. Fatibene), Natural and Gauge-Natural Formalism for Classical Field Theories: A Geometric Perspective including Spinors and Gauge Theories, Kluwer Academic Publishers, Dordrecht, The Netherlands, (2003).